# Lista de sistemas de votação por país
Este quadro trata de voto para selecionar candidatos para cargos públicos, e não para a aprovação de legislação.

## Sistemas de votação por país

### Chave
Lugares por distritoA maioria das eleições estão divididas em um número de distritos (por exemplo, um eleitorado). Em algumas eleições, há uma pessoa eleita por distrito. Em outros, há muitas pessoas eleitas por distrito.
Número total de lugareso número de representantes eleitos para o corpo, no total.
Eleição thresholdver Cláusula de barreira